# Pisionidens tchesunovi
Pisionidens tchesunovi är en ringmaskart som beskrevs av Tsetlin 1987. Pisionidens tchesunovi ingår i släktet Pisionidens och familjen Pisionidae. Inga underarter finns listade i Catalogue of Life.